# 尾関宗園
尾関 宗園（おぜき そうえん、1932年 - ）は、日本の臨済宗の僧侶。大徳寺大仙院の閑栖。

## 経歴
- 奈良市生まれ。奈良教育大学を卒業。1965年大仙院住職となり2007年からは閑栖。

テレビ番組の人生相談等を行ったり、著書も多数。
- 京都工芸繊維大学にて「生活文化史」の講師をしている。

## 著書
- 『不動心 精神的スタミナをつくる本』徳間ブックス、1972
- 『親孝行 いのちふたつ通いあうために』主婦と生活社　1973　21世紀ブックス
- 『大死一番 ドタン場で実力を発揮する本』徳間ブックス、1973
- 『平常心 激動期を生き抜く心の500語』徳間ブックス、1974　のちサンマーク文庫
- 『スッキリ禅 誰でも本領を発揮できる本』徳間ブックス、1975
- 『一体心 強い心をつくりだす珠玉の500語』徳間ブックス、1977
- 『勇猛心 親にぶつかれ,子にぶつかれ』徳間ブックス、1977
- 『奮発心 人間の力に限界はない』徳間ブックス、1979
- 『死んで生きよ 沢庵-剣禅一如の極意』徳間ブックス、1981
- 『大安心 心配するな、何とかなる』PHP研究所　1981　のち文庫
- 『いま頑張らずにいつ頑張る! 尾関宗園の意識革命語録』日新報道　1984
- 『あんたが一番なんや! 不可能を可能にする精神力の強化法』ロングセラーズ　1985　ムックの本
- 『大安楽で生きないか 壁にぶちあたったときの発奮術』徳間ブックス、1986
- 『呑んでかかれ、死んでかかれ 人生は居直り七分に謙虚さ三分』日新報道　1986
- 『生きる 迷ったときの心のきめ方』池田書店　1987
- 『弱気心なんかに負けてたまるか 素裸になれば人間は強い』日新報道　1987
- 『人間をでっかくする般若心経』日新報道　1989
- 『生きてるうちに大往生 宗園法話 霊との対話による開運説法』実業之日本社　1990
- 『新・不動心 <親子・先生版>心のスタミナをつくる本』徳間ブックス、1992
- 『人は誰でも上手に死ねる。』ロングセラーズ　1992
- 『気張らずに生きなはれ! 「生老病死」を超越した悠然たる老後を』日新報道　1995
- 『縛られず、こだわらず、愉快に。』ロングセラーズ　1997
- 『大丈夫や!きっと、うまくいく あなたの中には生まれながらの素敵な力がある』ロングセラーズ　2000
- 『あんたが一番えらいんや!　ウジウジするな!くよくよするな!』ロングセラーズ　2004
- 『一日一禅 いまを生ききる禅のこころ』徳間書店　2007
- 『新・いま頑張らずにいつ頑張る! 尾関宗園の生き方語録』日新報道　2007
- 『禅で養う精いっぱいに生きる力』ロングセラーズ　2007
- 『大丈夫や!きっと、うまくいく あなたの中には生まれながらの素敵な力がある』2011　ロング新書
- 『心配するな、なんとかなる』PHP新書、2012

## 共著
- 『大仙院　京の古寺から』水野克比古共著　淡交社　1998

## レコード
- 出来る出来る!!何でも出来る!!(日本コロムビア、1978年、聞き手…小松素臣)